# Forêt territoriale du Fium'Orbu (partie sud-est)
Forêt territoriale du Fium'Orbu (partie sud-est) este o arie protejată (sit de importanță comunitară — SCI) din Franța întinsă pe o suprafață de 154 ha, integral pe uscat.

## Localizare
Centrul sitului Forêt territoriale du Fium'Orbu (partie sud-est) este situat la coordonatele 41°57′00″N 9°17′00″E / 41.95°N 9.28333°E.

## Înființare
Situl Forêt territoriale du Fium'Orbu (partie sud-est) a fost declarat arie specială de conservare în baza directivei 92/43 din 1992 referitoare la conservarea habitatelor naturale și a faunei și florei sălbatice pentru a proteja 5 specii de animale.

## Biodiversitate
Situată în ecoregiunea mediteraneană, aria protejată conține 5 habitate naturale: Păduri de Quercus ilex și Quercus rotundifolia, Galerii de Salix alba și de Populus alba, Păduri de pin (sub-) mediteraneene cu pini negri endemici, Păduri mediteraneene de Taxus baccata, Păduri de pin mediteraneene cu pini mezogeni endemici.
La baza desemnării sitului se află mai multe specii protejate:
- amfibieni (2): Discoglossus montalentii, Discoglossus sardus
- mamifere (3): liliac cârn (Barbastella barbastellus), Cervus elaphus corsicanus, liliac cu urechi mari (Myotis bechsteinii)

Pe lângă speciile protejate, pe teritoriul sitului au mai fost identificate 2 specii de amfibieni, 6 specii de mamifere, 1 specie de reptile.